# قمر كندي
قمر كندي هي قرية في مقاطعة هشترود، إيران. عدد سكان هذه القرية هو 103 في سنة 2006.